# Adolf Maciesza
Adolf Maciesza, ps. Gintowt (ur. 17 czerwca 1878 w Tomsku, zm. 30 czerwca 1929 w Warszawie) – polski lekarz patolog, doktor nauk medycznych, antropolog, podpułkownik piechoty Wojska Polskiego, kawaler Orderu Virtuti Militari.

## Życiorys

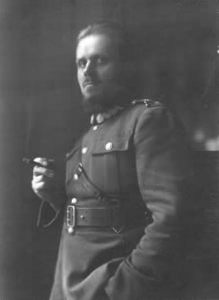
Adolf Maciesza

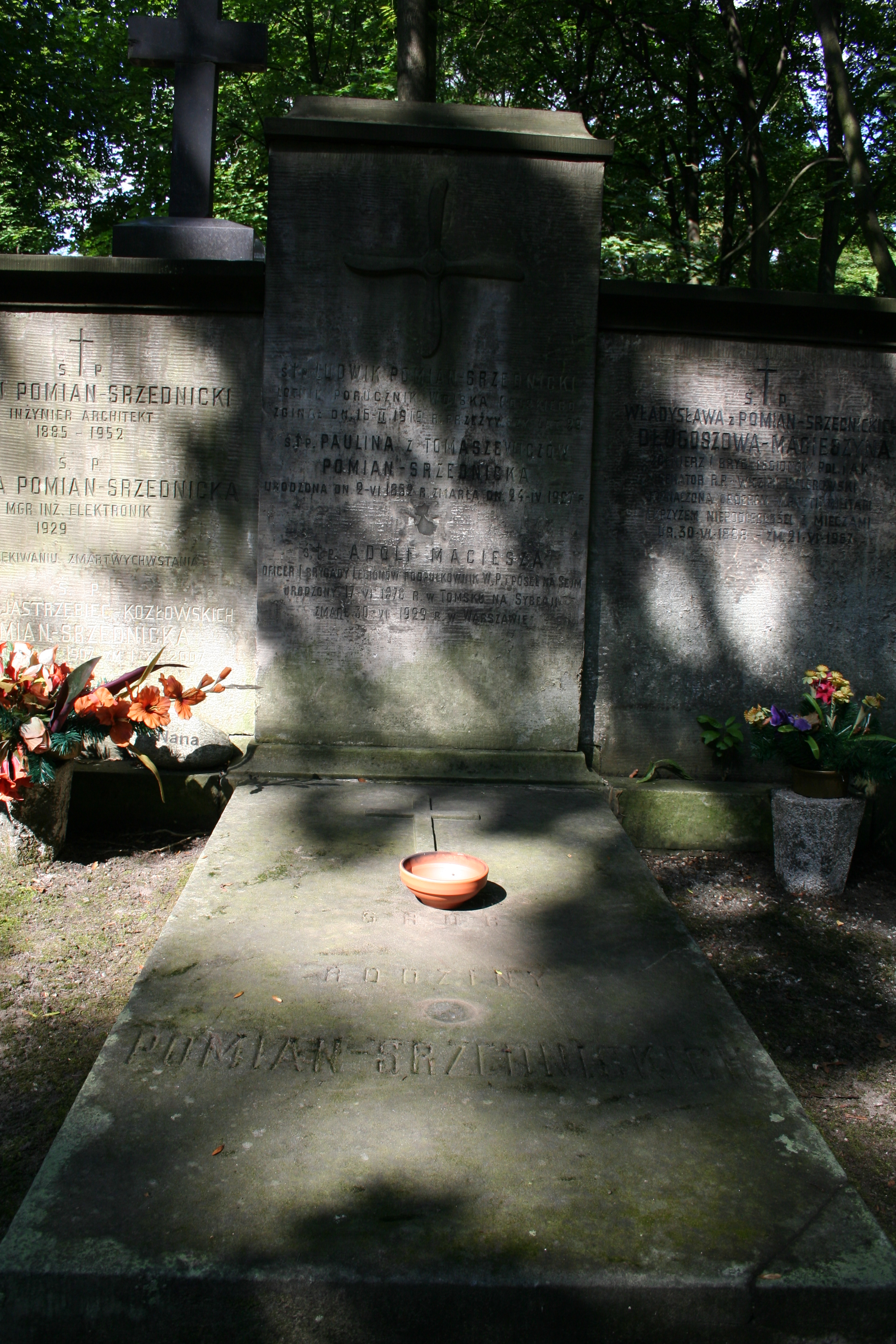
Grobowiec Srzednickich i Macieszów na cmentarzu Powązkowskim

Urodził się w Tomsku na obszarze Imperium Rosyjskiego jako syn zesłanych powstańców styczniowych z 1863, Stefana (szlachcic zagrodowy z powiatu wołkowyskiego) i Karoliny z domu Gintowt. Ojciec został zesłany za dostarczanie broni powstańcom, zaś matka za dostarczanie żywności. W czasie zesłania ojciec został syndykiem parafii katolickiej w Tomsku. Rodzice poznali się w Tomsku, prowadzili tam sklepik oraz łaźnię. Starszym bratem Adolfa był Aleksander (1875–1945, także późniejszy lekarz). 
W 1897 ukończył szkołę realną w Tomsku. W tym czasie wraz z bratem był członkiem tajnego stowarzyszenia (kółka) młodzieży polskiej. Po ukończeniu edukacji jako ochotnik był jednorocznym żołnierzem Armii Imperium Rosyjskiego. Od 1898 przebywał we Lwowie, gdzie podjął studia na Politechnice Lwowskiej. Po jednym semestrze, za udział w demonstracji studenckiej przed gmachem policji i próbie odbicia więźnia o tożsamości Siemaszko, został aresztowany, był więziony w lwowskim więzieniu przez pół roku, po czym w 1899 przed rozprawą sądową wyjechał do Zurychu. Tam rozpoczął studia na Wydziale Przyrodniczo-Lekarskim Uniwersytetu w Zurychu. Działał w tamtejszym ruchu studenckim, był prezesem Związku Postępowej Młodzieży Polskiej za Granicą. W 1903 zamieszkał w Krakowie, gdzie po rozpoznaniu przez dyrektora policji M. Flattaua, byłego komisarza policji we Lwowie, został oskarżony o tzw. gwałt publiczny. W 1904 podjął studia medyczne na Collegium Medicum Uniwersytetu Jagiellońskiego jako słuchacz nadzwyczajny, zaś od 1909 do 1912 słuchaczem zwyczajnym. Był pracownikiem Zakładu Patologii Ogólnej i Doświadczalnej kierowanego przez prof. Karola Kleckiego w charakterze demonstratora (od 1905 do 1912), później zatrudniony jako asystent od 1 grudnia 1911 do 1917. W Krakowie założył i został kustoszem Muzeum Patologicznego. Publikował prace naukowe z dziedziny antropologii w wydawnictwach Akademii Umiejętności. Podczas studiów należał do towarzystw akademickich, a także do organizacji wojskowej, którą kierował Józef Piłsudski. Uzyskał tytuł doktora nauk medycznych (prawdopodobnie w Zurychu).
Członek Komitetu Obywatelskiego Polskiego Skarbu Wojskowego w sierpniu 1914 roku. Po wybuchu I wojny światowej 16 sierpnia 1914 wstąpił do Legionów Polskich. Służył w 2 kompanii III batalionu 1 pułku piechoty w składzie I Brygady, zostając dowódcą plutonu. Odniósł rany nóg pod Anielinem (Laskami) 22 października 1914. Po leczeniu, wobec niemożności służby w walce, od grudnia 1914 do sierpnia 1916 przydzielony do Stacji Zbornej Legionów Polskich w Wiedniu. Został awansowany na podporucznika piechoty od 1 listopada 1915. Od października, po uznaniu za niezdolnego do służby liniowej, został wyznaczony do funkcji lekarza. W 1916 skierowany do Kompanii Sanitarnej w Komendzie Legionów, od listopada 1916 w służbie werbunkowej, od kwietnia 1917 pracował w biurze Szefa Sanitarnego Komendy Legionów. Po kryzysie przysięgowym wszedł w skład Komisji Wojskowej Tymczasowej Rady Stanu. Awansowany na porucznika lekarza 20 grudnia 1917.
U kresu wojny od jesieni 1918 wspierał prof. Adama Wrzoska przy tworzeniu Zakładu Patologii Ogólnej i Doświadczalnej w Warszawie. Został tam wykładowcą oraz kierował pracownią anatomopatologiczną. Po odzyskaniu przez Polskę niepodległości w grudniu 1918 rozpoczął służbę w Adiutanturze Generalnej Naczelnika Państwa i Naczelnego Wodza jako kierownik referatu personalnego. Został członkiem Oficerskiej Komisji Weryfikacyjnej. 15 lipca 1920 został zatwierdzony z dniem 1 kwietnia 1920 w stopniu majora, w piechocie, w grupie oficerów byłych Legionów Polskich. W lipcu tego roku został referentem, następnie szefem Wydziału Odznaczeń w Adiutanturze Generalnej. W 1922 został zweryfikowany w stopniu majora ze starszeństwem z dniem 1 czerwca 1919 w korpusie oficerów rezerwowych piechoty. Będąc oficerem rezerwowym 1 pułku piechoty Legionów został zatrzymany w służbie czynnej. Od lipca 1925 roku był szefem wydziału w biurze Kapitule Orderu Virtuti Militari. Przez wiele lat zasiadał w Sądzie Honorowym dla Oficerów. Od 1926 roku był lekarzem przybocznym Józefa Piłsudskiego. W 1925 roku został awansowany na stopnień podpułkownika. Działał w Radach Szkolnych. Z dniem 1 stycznia 1928 roku został przemianowany na oficera zawodowego w stopniu podpułkownika ze starszeństwem z dniem 1 lipca 1919 roku i 2. lokatą w korpusie oficerów piechoty. Pozostawał oficerem nadetatowym 1 pułku piechoty Legionów w Wilnie. Z dniem 31 marca 1928 został przeniesiony w stan spoczynku.
1 lipca 1928 został członkiem zarządu głównego założonego wówczas Związku Sybiraków. Zasiadł w składzie powstałej 18 grudnia 1928 Głównej Komisji Odznaczeniowej, której celem było przygotowanie list osób, które miały otrzymać nowe odznaczenia (na tej bazie w 1930 został ustanowiony Krzyż i Medal Niepodległości). Z ramienia Bezpartyjnego Bloku Współpracy z Rządem uzyskał mandat posła Sejmu Rzeczypospolitej Polskiej II kadencji (1928–1930) w okręgu wyborczym nr 9 – Płock, Płońsk, Sierpc, Rypin. Został członkiem Komisji Opieki Społecznej i Inwalidzkiej oraz Komisji Wojskowej.
Jego pierwszą żoną była Sabina Jeleńska (lekarz neurolog), z którą miał syna Stefana (inżynier, podporucznik 1 pułku strzelców podhalańskich poległy w kampanii wrześniowej 1939). W 1926 jego drugą żoną została Władysława Długosz (1888-1967, z domu Srzednicka, wdowa po legioniście Stanisławie Długoszu).
Zmarł 30 czerwca 1929 roku na anewryzm serca w drodze powrotnej z Płocka do Warszawy. Jego miejsce w Sejmie zajął Jan Krysa. Pochowany 3 lipca 1929 roku na cmentarzu Powązkowskim w Warszawie (kwatera 186, rząd 5, miejsce 6,7).

## Publikacje
- O wrodzonych, nadmiernie rozszerzonych otworach ciemieniowych (foramina parietalia) u ludzi (1909)
- Znaczenie przewodu pokarmowego w powstawaniu pylicy płuc i organów jamy brzusznej (1909)
- W sprawie dziedziczności padaczki świnek morskich wywołanej przez uszkodzenie nerwu kulszowego: Cz. 1 badań eksperymentalnych nad dziedzicznością cech nabytych (1910, współautor: Adam Wrzosek)
- W sprawie dziedziczności cech nabytych patologicznych u świnek morskich (1911)
- Nowy sposób wywoływania stanu padaczkowego u świnek morskich (1911)
- Brown-Sequardowska padaczka świnek morskich bez jakiegokolwiek uszkodzenia układu nerwowego, a tylko jako silnie wzmożony odruch drapania się (1915)

## Ordery i odznaczenia
- Krzyż Srebrny Orderu Wojskowego Virtuti Militari nr 6108 – 17 maja 1922[14][15][16]
- Krzyż Niepodległości – pośmiertnie (1931)
- Krzyż Oficerski Orderu Odrodzenia Polski (2 maja 1922)[17][18]
- Krzyż Walecznych – czterokrotnie
- Odznaka Pamiątkowa Generalnego Inspektora Sił Zbrojnych – 12 maja 1936
- Odznaczenie za doskonałą służbę w obliczu nieprzyjaciela – dwukrotnie (rozkazami Komendy Legionów)
- Oficer Orderu Orła Białego (Królestwo Serbów, Chorwatów i Słoweńców)
- Krzyż Oficerski Orderu Gwiazdy Rumunii – 26 lipca 1923[19]
- Krzyż Kawalerski Legii Honorowej – 26 lipca 1923[20]
- Kawaler Orderu Korony (Belgia)